# 陳穎士
陳穎士（越南语：／；1858年—1914年），越南阮朝官員。

## 生平
陳穎士是承天府豐田縣永昌總薊門社（今屬承天順化省豐田縣田門社薊門村）人，嗣德十一年（1858年）出生。成泰三年（1891年），在辛卯科鄉試中考中舉人。成泰七年（1895年），考中庭試第二甲進士出身，是為該科第一名。後任內閣參佐。維新八年（1914年）去世，年五十七歲。